# Liste des sites classés et inscrits de la Moselle

Le département de la Moselle en rouge sur la carte

La liste des sites classés et inscris de la Moselle présente les 15 sites naturels classés et les 11 sites inscrits localisés dans le département de la Moselle.

## Critères
Les critères sur lesquels les sites ont été sélectionnés (repris en colonne 5) sont désignés par des lettres, comme suit :
- TC : Tout critère
- A : Artistique
- P : Pittoresque
- S : Scientifique
- H : Historique
- L : Légendaire

## Liste des sites naturels classés
| Site naturel | Date de protection | Description                                             | Commune                      | Critère | Sites associés                                   | Superficie (hectares) | Photo | Référence DREAL |
| ------------ | ------------------ | ------------------------------------------------------- | ---------------------------- | ------- | ------------------------------------------------ | --------------------- | ----- | --------------- |
| Classé       | 1924               | Roches du château du Ramstein                           | Baerenthal                   | A       | Parc naturel régional des Vosges du Nord         | ponctuel              |       | SC57046A        |
| Classé       | 1938               | Orme devant l’église                                    | Bettange                     | TC      |                                                  | ponctuel              |       | SC57070A        |
| Classé       | 1926               | Parc du château d'Urville                               | Courcelles-Chaussy           | A       |                                                  | 15                    |       | SC57155A        |
| Classé       | 1935               | Roche ou rocher de Dabo                                 | Dabo, Lieu-dit "Schlossberg" | TC      | Parc naturel régional des Vosges du Nord Léon IX | 0,4                   |       | SC57163A        |
| Classé       | 1994               | Mont Saint Quentin et ses abords                        | Lessy                        | HSP     | Côtes de Moselle                                 | 1375                  |       | SC57396A        |
| Classé       | 1973 2013          | Château de La Grange et son parc (Château de Manom)     | Manom                        | HP      | Château de La Grange                             | 22                    |       | SC57441A        |
| Classé       | 1939               | Île du Saulcy (partie classée)                          | Metz                         | TC      | Centre historique de Metz                        | 3                     |       | SC57463B        |
| Classé       | 1938               | Orme du Parc de l’Evêché (abattu en 1980 cause maladie) | Metz                         | TC      |                                                  | ponctuel              |       | SC57463D        |
| Classé       | 1927               | Site des Thermes                                        | Metz                         | A       | Île du Petit Saulcy                              | 7                     |       | SC57463F        |
| Classé       | 1950               | Château de Courcelles (parc et château)                 | Montigny-lès-Metz            | A       |                                                  | 3                     |       | SC57480A        |
| Classé       | 1938               | Tilleul devant la Chapelle Saint-Livier à Salival       | Moyenvic                     | TC      | Saulnois Parc naturel régional de Lorraine       | ponctuel              |       | SC57490A        |
| Classé       | 1936               | Lieu-dit "Fossés Machot et Purgatoire", partie classée  | Rozerieulles                 | TC      |                                                  | 0,8                   |       | SC57601B        |
| Classé       | 1924               | Sommet du Hackenberg                                    | Veckring                     | A       |                                                  |                       |       | SC57704A        |
| Classé       | 1937               | Chapelle du Haut Saint-Pierre et arbres qui l’encadrent | Villers-Stoncourt            | TC      | Parc naturel régional de Lorraine                | 3,3                   |       | SC57718A        |

## Liste des sites inscrits
| Site naturel | Date de protection | Description                                                | Commune                      | Critère | Sites associés                                               | Superficie (hectares) | Photo | Référence DREAL |
| ------------ | ------------------ | ---------------------------------------------------------- | ---------------------------- | ------- | ------------------------------------------------------------ | --------------------- | ----- | --------------- |
| Inscrit      | 1935               | Abords de la Roche de Dabo                                 | Dabo, Lieu-dit "Schlossberg" | ?       | Parc naturel régional des Vosges du Nord                     | 1,6                   |       | SI57163B        |
| Inscrit      | 1986               | Site de Saint Ulrich                                       | Haut-Clocher                 | ?       |                                                              | 1864                  |       | SI57304A        |
| Inscrit      | 1994               | Vallée de la Canner                                        | Hombourg-Budange             | ?       | Grand Paysage de la Vallée de la Canner                      | 5550                  |       | SI57331A        |
| Inscrit      | 1936               | Île Saint-Symphorien                                       | Longeville-lès-Metz          | ?       | Vallée de la Moselle                                         | 37,5                  |       | SI57412A        |
| Inscrit      | 1972               | Fort de Queuleu                                            | Metz                         | ?       | Forts de Metz                                                | 51                    |       | SI57463A        |
| Inscrit      | 1933               | Île du Saulcy (partie inscrite)                            | Metz                         | ?       | Vallée de la Moselle                                         | 4,8                   |       | SI57463C        |
| Inscrit      | 1946               | Place Saint-Jacques et parcelles qui l’entourent           | Metz                         | ?       | Secteur Sauvegardé de Metz                                   | 1                     |       | SI57463E        |
| Inscrit      | 1936               | Sol de la Place d’Armes                                    | Phalsbourg                   | ?       | Fortifications de Phalsbourg                                 | 1,6                   |       | SI57540A        |
| Inscrit      | 1976               | Village ancien situé à l’intérieur de l’enceinte fortifiée | Rodemack                     | ?       | Cité fortifiée de Rodemack faille géologique de l'Hettangien |                       |       | Si57588A        |
| Inscrit      | 1936               | Lieu-dit "Fossés Machot et Purgatoire" (Cl)                | Rozerieulles                 | ?       |                                                              | 2                     |       | SI57601A        |
| Inscrit      | 1936               | Hauteurs de Saint-Julien                                   | Saint-Julien-lès-Metz        | ?       | Côtes de Moselle                                             | 1,8                   |       | SI57616A        |